# Billbergia distachya
Billbergia distachya är en gräsväxtart som först beskrevs av Vell., och fick sitt nu gällande namn av Carl Christian Mez. Billbergia distachya ingår i släktet Billbergia och familjen Bromeliaceae. Inga underarter finns listade i Catalogue of Life.

## Bildgalleri

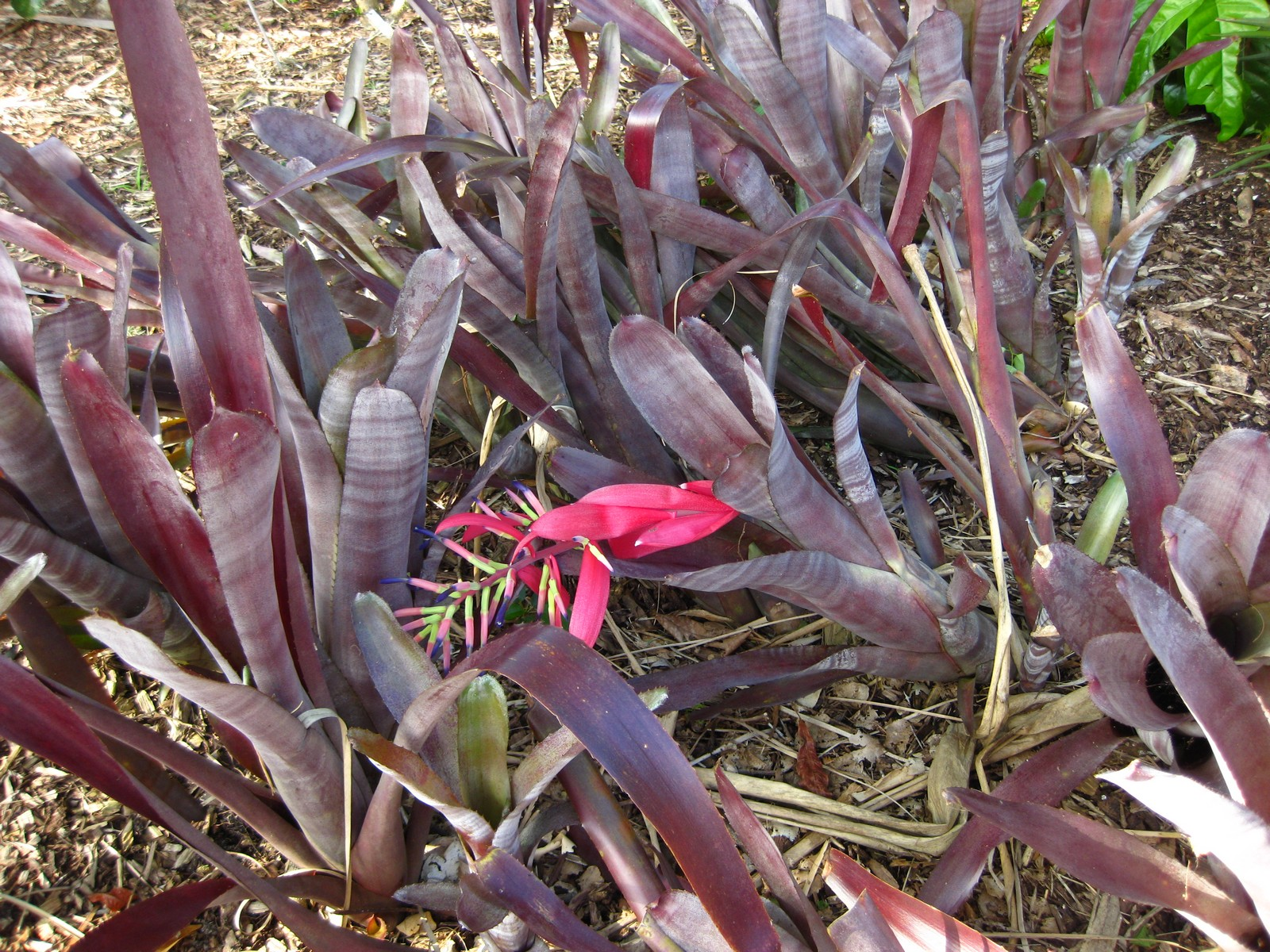
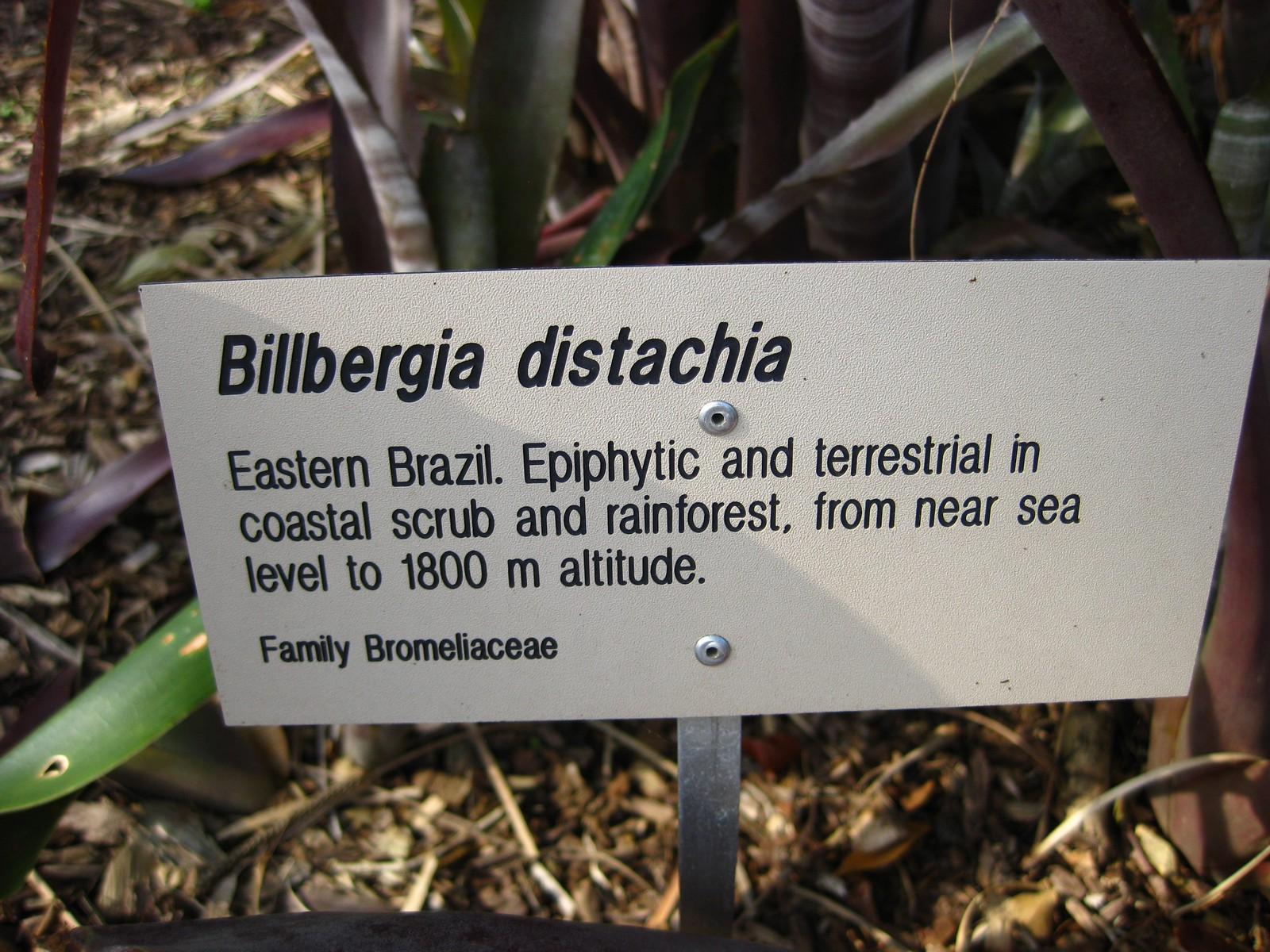